# Tord de Gray
El tord de Gray (Turdus grayi) és un ocell de la família dels túrdids (Turdidae).

## Hàbitat i distribució
Habita boscos, selva, vegetació secundària i matolls de les terres baixes, a Mèxic, des de Guerrero i Hidalgo cap al sud, per ambdues vessants, a través d'Amèrica Central fins Panamà i nord-oest i nord de Colòmbia.